# 1736 Floirac
Floirac (asteróide 1736) é um asteróide da cintura principal, a 1,8521623 UA. Possui uma excentricidade de 0,1690546 e um período orbital de 1 215,5 dias (3,33 anos).
Floirac tem uma velocidade orbital média de 19,949842 km/s e uma inclinação de 4,54793º.
Esse asteróide foi descoberto em 6 de Setembro de 1967 por Guy Soulié.